# تطور الديناصورات

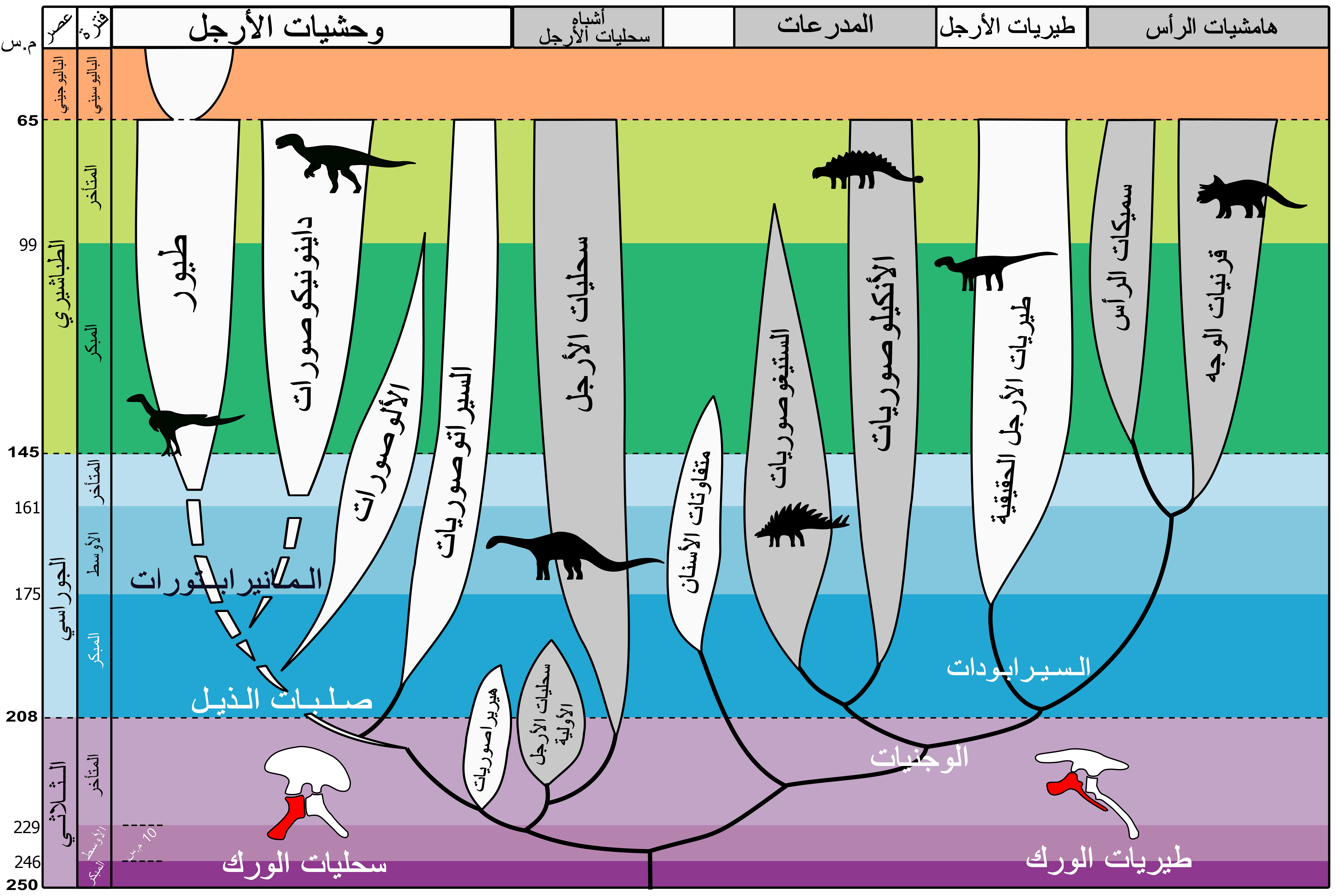
تطور الديناصورات.

تطورت الديناصورات ضمن سلالة واحدة من الأركوصورات ما بين 243-233 (أي منذ ملايين السنين) من الأنيسي إلى عصر الكارني، الجزء الأخير من الترياسي الأوسط. الديناصورات هي عبارة عن فرع حيوي مدعوم بشكل جيد، موجودة في 98٪ من الحواجز. يتم تشخيصه من خلال العديد من الميزات منها التالي:
1. فقدان الجزء الأمامي من الجسم على الجمجمة.
2. وجود قمة مطولة على قمة العضد.

في مارس 2017، أبلغ العلماء عن طريقة جديدة لتصنيف شجرة عائلة الديناصورات، استنادًا إلى أحداث وأدلة أكثر مما كان متاحًا في وقت سابق. ووفقا للتصنيف الجديد، الديناصورات الأصلية، والتي تنشأ قبل 200 مليون سنة، كانت صغيرة، القدمين منها القارت وهي الكائنات الحية التي تتغذى على المواد الحيوانية والنباتية. استمرت أحفاد (الديناصورات غير الطيرية) حتى 66 مليون سنة.

## المنشأ من بين الأركوصورات
يمكن تتبع العملية التي قادت إلى أشباه الديناصورات والديناصورات الحقيقية الأولى عبر مستحاثات تعود للأركوصورات الأولى، والتي تضم مستحاثات بعمر 250 مليون عام، وكذلك من خلال أركوصورات العصر الترياسي الأوسط مثل التيسينوسوكس (Ticinosuchus) بعمر 232-236 مليون عام. وتعتبر التماسيح أيضًا من نسل أركوصورات منتصف العصر الترياسي.
يمكن تعريف الديناصورات بأنّها السلف المشترك الأخير للطيور (سحليات الورك) وتريسيراتوبس (طيريات الورك) وجميع أحفاد هذا السلف، ولكن هذا التعريف يُغفِل تصنيف التيروصورات وعدة أنواع من الأركوصورات باعتبارها ديناصورات. اشتهرت التيروصورات بكونها أنواعًا تطير بواسطة أجنحة جلدية خلال حقبة الحياة الوسطى، وبأنّها وصلت لأكبر حجم بلغه أي حيوان طائر وُجِد على الإطلاق. وتشمل أجناس الأركوصورات التي أُغفِل تصنيفها كديناصورات: السيكليرموكلوس (220-225 مليون سنة)، لاجيربيتون (230-232 مليون سنة)، وتمساح المارا (230-232) مليون سنة.

## الديناصورات الأوائل
كانت أول الديناصورات المعروفة حيوانات مفترسة ذات قدمين وبطول 1-2 متر (3.3-6.5 قدم).
قد يكون السبونديلوسوما ديناصورًا، وربما لا يكون كذلك، وبصورة تقريبية يعود تأريخ المستحاثات (جميعها بعد الجمجمة) لنحو 235-242 مليون عام.
تتضمن مستحاثات الديناصورات الأوائل المؤكَّدة: السوريشكيا (سحليات الورك)، نياساصور (243 مليون سنة)، ساتورنالينا (225-232 مليون سنة)، هيريراصور (220-230 مليون سنة)، ستوريكوصور (225-230 مليون سنة)، إيورابتور (220-230 مليون سنة)، ألوالكيريا (220-230 مليون سنة). قد تكون ساتورنالينا سوريشيكا قاعدي أو بروصوربود، أمّا البقية فهي سوريشكيا قاعدية.
ويُعَد البيسانوصور (220-230 مليون سنة) من بين ديناصورات الأورنيثيسكيا (طيريات الورك) الأوائل، وعلى الرغم من أنّ الليسوتوصور يعود لنحو (195-206 مليون سنة)، إلّا أنّ خصائصه الهيكلية تقترح تفرّعه من خط الأورنيثيسكيا الأساسي بنفس وقت البيسانوصور تقريبًا.
يتّضح من الصورة أنّ سحليات الورك الأوائل تشبه طيريات الورك الأوائل، ولكنها لا تشبه التماسيح الحديثة. وتُمَيَّز سحليات الورك عن طيريات الورك بكونها لا تزال تحتفظ بنفس تكوين عظام الورك لدى أسلافها. يوجد اختلاف آخر في الجمجمة، فالجزء العلوي من الجمجمة لدى طيريات الورك أكثر صلابةً، والمفاصل التي تربط الفك السفلي أكثر مرونةً؛ ويُعتَبَر كلا الأمرين من التكيفات مع الحياة العاشبة، كما يمكننا أن نرى كليهما في الليسوتوصور.

## السجل الأحفوري
تنوّعت السلالات القليلة الأولى من الديناصورات الرئيسية بسرعة خلال العصر الترياسي؛ طوّرت أنواع الديناصورات بسرعة الخصائص والأحجام اللازمة لاستغلال كل كوّة إيكولوجية برية تقريبًا. وخلال فترة سيطرة الديناصورات التي شملت العصرين الجوراسي والطباشيري، كان تقريبًا كل حيوان بري معروف طوله أكثر من متر واحد ديناصورًا.
أحد أساليب قياس جودة السجل الأحفوري يكون عن طريق مقارنة تاريخ أول ظهور مع ترتيب التشعّب في مخطط النسل استنادًا إلى شكل العناصر الأحفورية. يوجد تجانس وثيق بين سحليات وطيريات الورك والمجموعات الفرعية. ويعتبر الرابط بين السيلوفايسز والسيراتوصور استثناءً، لكونه يحدد وقت نشوء السيلوفايسز متأخرًا عمّا هو عليه. وأبسط تفسير لذلك هو التطور التقاربي –أي أنّ عظام السيراتوصور تطوّرت بشكل مستقل إلى شكل يشبه أشكال السيلوفايسز السابقة، والاحتمال الآخر هو أن السيراتوصورات تطوّرت في وقت أبكر بكثير مما يشير إليه السجل الأحفوري.
عُثِر على معظم أحافير الديناصورات في فترات العصور النورية- السنمورية، والكيمريدجية- التيتونية، والكامبانية-الماسترخية. وتُظهِر استمرارية الأنساب عبر الفجوات البينية أن تلك الفجوات بسبب وسائل الحفظ وليست انخفاضًا في التنوع أو الوفرة.
يُظهر تحليل التصنيفات التفرعية في العديد من الحالات وقوع سلالات أسلاف تعود لفترات متنوعة في تلك الفجوات. ويتراوح مدى سلالات الأسلاف المفقودة في عام 1997 من 25 مليون سنة (الليسوتوصوريات، العظائيات الوجنية، الهاردوصوريات، الصوروبودا، نيوكيراتوبسيا (مثيلات قرنيات الوجه)، كويلوروصوريات) إلى 85 مليون سنة (عظايا الكركدون). ونظرًا لأنّ التشعّب الديناصوري بدأ بحجم جسم صغير، فقد يعود التاريخ الباكر غير المسجل إلى تحجّر أقل موثوقية للأنواع الأصغر. ومع ذلك، تتطلب بعض الأنساب المفقودة، ولا سيما عظايا الكركدون وسحالي هابيل، تفسيراتٍ بديلةٍ لأن النطاق المفقود يمتد عبر مراحل غنية بالمواد الأحفورية.

## الاتجاهات التطورية

### حجم الجسم
يعتبر حجم الجسم هامًا بسبب ارتباطه بالأيض، النمط الغذائي، الحياة، المجال الجغرافي، ومعدل الانقراض. وخلال حقبة الحياة الوسطى، كان معدل كتلة جسم الديناصورات الوسطي يقع بين 1- 10 طن عبر جميع المناطق القارية الرئيسية. اتجهت بعض فصائل الديناصورات نحو الحجم المتزايد، ومنها الثيريوفورات، الأورنيثوبودات، العظائيات سميكة الرأس، مثيلات قرنيات الوجه، أشباه الصوروبوديات والثيرابودا القاعدية. كما لوحظ توجّه بعض السلالات نحو الحجم المتناقص، ولعل أفضل مثال على التوجه نحو الأحجام الأصغر هو ذلك الذي أدى إلى الطيور الأوائل، فقد كان الأركيوبتركس يزن أقل من 10 كغ، ثم بدأت الطيور اللاحقة مثل كونفوشيوسورنيس والسنورنيس تصبح بحجم الحمام وطيور الزرزور، وقد حدث هذا لتسهيل الطيران.

### الحركة
كانت أسلاف الديناصورات ثنائية القدم، وتطوّر الوضعية الرباعية حدث في أربع حالات بين أسلاف الأورنيثوبودات، الثيريوفورات، مثيلات قرنيات الوجه، وأشباه الصوروبوديات. وقد ارتبطت جميع الحالات السابقة بازدياد حجم الجسم، كما كانت جميع هذه التحولات وحيدة الاتجاه دون عودة.
أظهرت بعض الديناصورات أنماطًا من فقدان أو نقصان عدد الأصابع المتواجدة في الناحية الوحشية من اليد (الأصابع الثالث، الرابع، والخامس)، فقد كان الإمساك باستخدام إبهام مقابل جزئيًا هو الوظيفة الرئيسية لليد عوضًا عن حمل وزن الجسم. ويعتبر نقصان عدد الأصابع من السمات المميزة للتيرانوصوريات التي تمتلك اثنين من الأصابع الوظيفية فقط، وأطرافًا أماميةً قصيرةً جدًا.

### تأثير المصادر الغذائية
كان السلف الديناصوري لاحمًا، وقد حدث التحول للنمط العاشب في ثلاث حالات: عند منشأ طيريات الورك، أشباه الصوروبوديات، التريزينوصورات. كانت التريزينوصورات عاشبة أو آكلة للحوم والنباتات، بينما التحول للنمط الغذائي العاشب في طيريات الورك وأشباه الصوروبوديات لم ينعكس ابدًا.
كان التطور المشترك المحتمل للنباتات والديناصورات العاشبة خاضعًا لتكهناتٍ واسعة النطاق. وقد ارتبط ظهور ما قبل الصوروبوديات في أواخر العصر الترياسي بصورة مبدئية إما بزوال أو تنوّع الحياة النباتية آنذاك. كما رُبِط بروز قرنيات الوجه والإغوانودون والأورنيثوبودات الهاردصورية في العصر الطباشيري بتشعّب كاسيات البذور. للأسف، لا توجد حتى الآن بيانات ثابتة عن التفضيلات الغذائية للديناصورات العاشبة، بصرف النظر عن البيانات المتعلقة بتقنية المضغ وابتلاع الأحجار.

### الجغرافيا الحيوية
كانت الديناصورات موحدة الطابع نسبيًا عندما بدأت قارة بانجيا بالتكسر، وأصبحت متباينة على نحوٍ ملحوظٍ بحلول نهاية العصر الطباشيري. تعتمد الجغرافيا الحيوية على انفصال أنواع الأسلاف بسبب الحواجز الجغرافية، ولكن التفسيرات محدودة بسبب نقص الأدلة الأحفورية في أمريكا الشمالية الشرقية، مدغشقر، الهند، القطب الجنوبي، وأستراليا. وبشكل عام، لم يتم الحصول على دليل قاطع حول تأثير الجغرافيا الحيوية على أنواع الديناصورات، ومع ذلك، أوجز بعض المؤلفين مواضع أصول العديد من المجموعات الديناصورية، كذلك أشاروا إلى مسارات افتراق متعددة، وإلى فواصل الانعزال الجغرافي.
تُقَدَّم ثيرابودات سحالي هابيل من أمريكا الجنوبية ومكان محتمل آخر من غندوانا، كدليل على دور الجغرافيا الحيوية.
تُبدي العلاقات بين الديناصورات أدلة وفيرة حول الافتراق الحاصل من أحد مناطق الكوكب لآخر. سافرت ثيرابودات متيبسات الذيل على نحوٍ واسعٍ عبر أمريكا الشمالية الغربية، آسيا، أمريكا الجنوبية، أفريقيا، والقطب الجنوبي. يُظهِر كل من الباكيسيفالوصور ومثيلات قرنيات الوجه أدلةً واضحةً تشير إلى أحداث افتراق ثنائية الاتجاه متعددة عبر البيرنجيا.